# Virová hepatitida

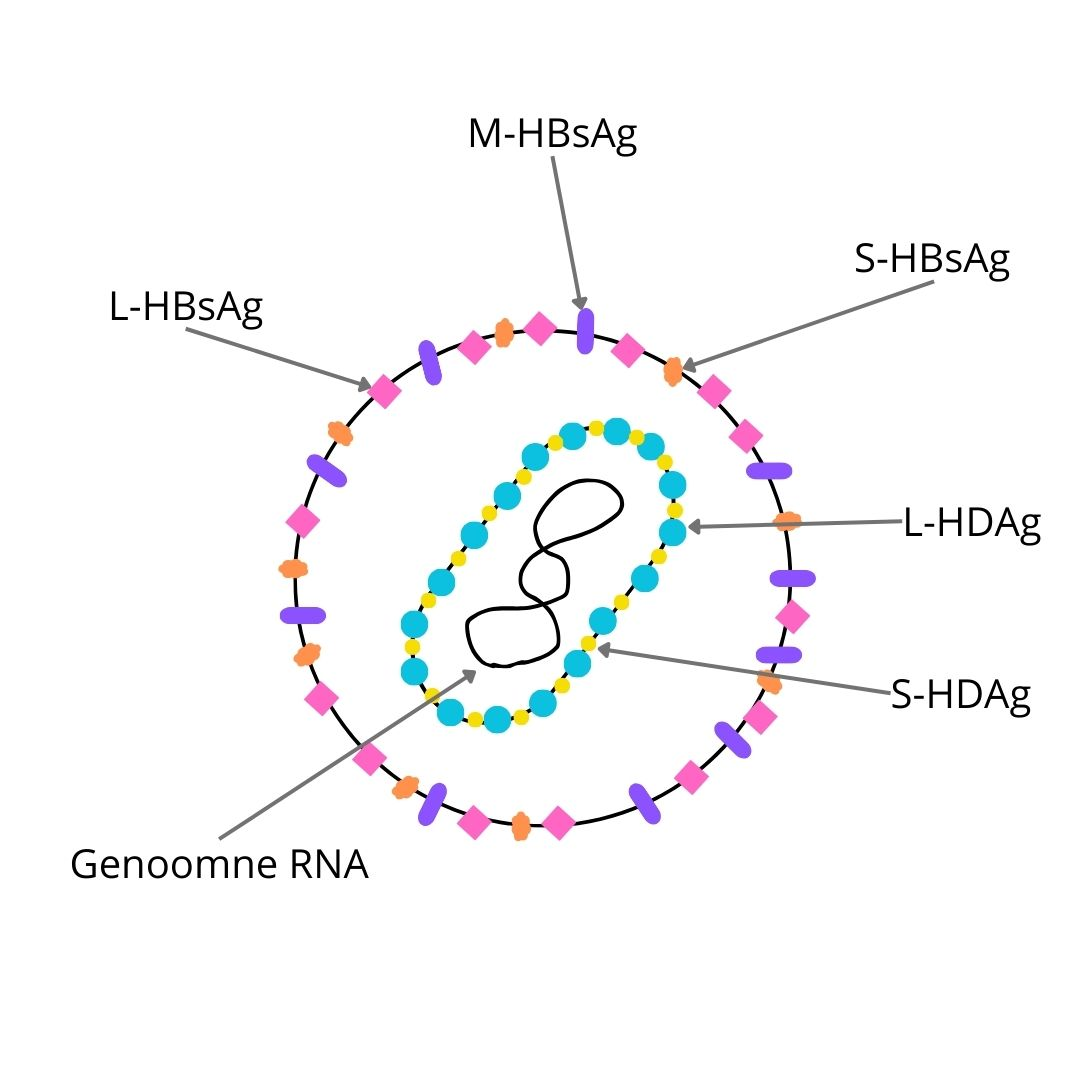
virus hepatitidy D

Virová hepatitida (též infekční hepatitida, lidově známá jako infekční žloutenka) je onemocnění člověka a zvířat způsobující zánět jater. Někdy označována jako „nemoc špinavých rukou“. Původcem nemoci jsou viry z různých čeledí. Prevalence v české populaci je zhruba 2,5 %. Někdy je chybně označována jako žloutenka, což je ovšem jen symptom, který hepatitidu může a nemusí doprovázet a zároveň může doprovázet řadu jiných onemocnění, zejm. jater, žlučníku a slinivky břišní.

## Typy virových hepatitid
Jako první byly izolovány viry hepatitidy A a B. Poté se objevily i hepatitidy, u kterých se nepodařilo prokázat ani virus hepatitidy A ani virus hepatitidy B; nazvaly se nonA-nonB hepatitidy. Tato skupina byla dále klasifikována. V současné době je obecně uznáváno 5 druhů infekčních hepatitid: A, B, C, D a E. Někdy se mluví i o hepatitidách F a G, ty jsou ojedinělé, ale žloutenka typu F nemá potvrzenou existenci. Zajímavostí je, že virus hepatitidy G brzdí rozvoj infekce HIV, neboť snáze obsazuje v tkáních místa vhodná pro další rozvoj těchto virů. Hepatitida G byla objevena v roce 1996 a virus patří do skupiny Flaviviridae.

### Hepatitida A
Hepatitida A je akutní infekční onemocnění, které postihuje játra a jeho průvodním jevem je často žloutenka. Je způsobeno RNA virem hepatitidy A (HAV) z rodiny Picornaviridae. Přenáší se alimentárně, zejména fekálně-orální cestou (laicky označována jako nemoc špinavých rukou), ostatní druhy přenosu jsou vzácné. U hepatitidy A nebyl prokázán přechod do chronického stádia. Projevuje se většinou mezi 15 a 45 dnem od nákazy. Příznaky hepatitidy mohou být tmavá moč a světlá stolice, zažloutlá bělma a kůže, celková únava a další. Tyto symptomy se však nemusí prakticky vůbec projevit. Zvláště u dětí a mladých lidí se často stává, že nemoc vůbec nezaregistrují a přechodí ji. Pro dobrou regeneraci jater je nutné po dobu zánětu striktně dodržovat alkoholovou abstinenci. Proti hepatitidě A lze očkovat.

### Hepatitida B
Hepatitida B je další z infekčních hepatitid. Je způsoben DNA virem hepatitidy B (HBV) z rodiny Hepadnaviridae. Může být jak akutní, tak chronická. Je velmi snadno přenosná tělesnými tekutinami (sliny, krev, sperma, poševní sekret). Nebezpečí nákazy představují také nekvalitní tetovací a piercingová studia. Hepatitidou B bylo nebo je infikováno přes 2 miliardy lidí.[zdroj?] Proti hepatitidě B lze očkovat, od roku 2000 se proti ní v České republice očkují děti plošně.
Hepatitida B se vyskytuje také u kachen a hus. Tato infekce probíhá většinou subklinicky, přenos je zpravidla vertikální a způsobuje virémii bez tvorby cirkulujících protilátek. Předpokládá se, že infekce jsou v komerčních chovech vodní drůbeže značně rozšířené. Veterinární, zdravotní ani hospodářských význam infekce hepadnaviry u kachen není zatím znám.

### Hepatitida C
Hepatitida C je přenosná především krví. V literatuře jsou jako alternativní formy přenosu popsány pohlavní styk a přenos z matky na plod. Často se však ve skutečnosti jedná zase o přenos krví, neboť k přenosu dochází pouze v případech, kdy během sexu resp. porodu dochází ke krvavým poraněním na obou stranách a krev obou lidí se mísí. K epidemickému rozšíření hepatitidy C došlo v Egyptě, kde je kvůli nízkém hygienickým standardům ve zdravotnictví a stomatologii nejvyšší procento infikovaných. Velké množství (až 20 % populace) se nakazilo při plošném očkování proti schistosomóze nesterilními jehlami.[zdroj?]
Hepatitida C se v 70 – 85 % případů stává chronickou. Virus patří do skupiny RNA virů Flaviviridae a obecně se označuje jako virus hepatitidy C (HCV). Hepatitidou C trpí asi 170 miliónů lidí po celém světě.[zdroj?]
Jedná se o nebezpečnou chorobu, která má však ve velké většině případů velmi pomalou progresi. Než se zánět jater rozvine do podoby, která by člověka ohrožovala na životě, mohou uplynout i desítky let. Velký vliv na stav jater má životospráva pacienta. Pokud se vyhýbá alkoholu a přepáleným tukům, probíhá nemoc takřka asymptomaticky. Proti hepatitidě C nelze očkovat.
Virus se přenáší převážně nakaženou krví. První obrovskou rizikovou skupinu tvoří pacienti, kteří podstoupili transfuzi krve. Druhou reprezentují uživatelé nitrožilních drog.
Do čtyřicátých let 20. století se krevní transfuze prováděly jen ojediněle. Jejich široké rozšíření si vynutila až zranění druhé světové války. S dalším vývojem medicíny se krevní transfuze staly rutinně prováděným výkonem. Šedesátá léta ve znamení společenské revoluce přinesla masivní rozšíření uživatelů drog. Používání společné jehly několika lidmi bylo běžným jevem. Pozvolný nástup onemocnění a jeho vleklý průběh s minimem viditelných příznaků způsobují, že se mnoho pacientů z této generace dozvídá o své chorobě až dnes.
Hepatitida C není jen další obyčejná „žloutenka“. Pozornost věnovaná viru HIV a jím vyvolanému onemocnění AIDS ne zcela právem odsunula hepatitidu C na okraj zájmu veřejnosti. Hepatitida C se však stává velkým zdravotním problémem dneška. Její chronickou formou trpí podle odhadů přes 175 milionů lidí na celém světě – to jsou přibližně 3 % světové populace.
Jen ve Spojených státech žijí odhadem 4 miliony nemocných hepatitidou C. To představuje téměř 1,3 % tamní populace. Svým výskytem je tak „céčko“ v USA rozšířenější než infekce virem HIV. Každým rokem přibývá 35 tisíc nových případů akutní hepatitidy typu C.
Česko patří mezi státy s relativně nízkým výskytem hepatitidy C. Ze statistik vyplývá, že virem hepatitidy C (HCV) jsou infikovány přibližně 0,2 % české populace. V praxi to znamená, že nemocí trpí každý pětistý občan Česka. V budoucnu se však očekává strmý nárůst. V roce 1993 bylo hlášeno 158 nových případů hepatitidy C, v roce 2003 jich bylo 846 a v roce 2006 už 1012. Hepatitida C se nejčastěji vyskytuje v rizikových skupinách, jejichž členové nejsou většinou vyšetřeni.

### Hepatitida D
Hepatitida D je způsobena RNA virem hepatitidy Hepatitis delta (D) virus (HDV) a v České republice se prakticky nevyskytuje. Vždy je vázán na přítomnost viru hepatitidy B. Očkováním je tedy očkování proti hepatitidě B.

### Hepatitida E
Hepatitida E je způsobena RNA virem hepatitidy E (HEV) ze skupiny Hepeviridae a má podobné příznaky jako hepatitida A. Její průběh může být bouřlivý, například u těhotných žen. Vyskytuje se především v rozvojovém světě a do České republiky ji velmi vzácně zavlečou cestovatelé. Proti hepatitidě E existuje od roku 2012 vakcína vyráběná čínskou společností.

### Hepatitida F
Virus hepatitidy F (HFV) je hypotetický virus spojený s určitými případy hepatitidy. V 90. letech se objevilo několik kandidátů na virus hepatitidy F, ale žádná z těchto zpráv nebyla doložena.

### GB virus C
GB virus C je pravděpodobně šířen krví a sexuálním kontaktem. Původně byl virus označen jako Hepatitida G. Existuje jen velmi málo důkazů, že tento virus způsobuje hepatitidu, protože se nezdá, že by se replikoval primárně v játrech. Nově je klasifikován jako GB virus C.

### Hepatitida 2022 neznámého původu
V roce 2022 bylo celosvětově bylo hlášeno několik stovek případů akutní hepatitidy pravděpodobně infekčního původu. Do května 2023 nebyl virus způsobující tyto případy identifikován, ale podezřelý je jeden z adenovirů.

## Léčba hepatitid
Léčba infekčních hepatitid je obecně složitá. V akutní fázi je důležité držet dietu a zcela se vyvarovat alkoholu a přepálených tuků. Pacientům se podávají vitamíny, flavobion, lipovitan, esenciale a odvar z ostropestřce mariánského. V chronické fázi se kromě vitamínů a diet používá také léčba interferonem a pegylovaným interferonem často v kombinaci s ribavirinem. Interferon je bílkovina produkovaná buňkami lidského imunitního systému, aby bránila množení virů v buňkách. Pokud se podává ve velkých dávkách, je schopen viry i likvidovat. Byl objeven v roce 1957 vědci Alickem Isaacsem (Skotsko) a Jeanem Lindenmanem (Švýcarsko) při výzkumu virů. V slepičích vejcích, kam přenesli viry, docházelo k spontánnímu zastavení množení virů. Tak byl poprvé izolován interferon.
Ribavirin také brání množení virů v buňkách. Oba tyto léky samostatně působí s mnohem menší účinností, než když jsou podány dohromady (synergie).
Oba tyto léky mají ale nepříznivé vedlejší účinky, a proto se k dané léčbě stále hledá alternativa. Interferon se aplikuje podkožně a ribavirin perorálně.

## Fulminantní průběh onemocnění
Při fulminantním průběhu onemocnění dochází k přehnané imunitní reakci organizmu, který začne likvidovat postižené buňky. Stává se to asi v jednom z tisíce případů a pacient během několika dní umírá.

## Faktory zvyšující pravděpodobnost onemocnění hepatitidou
- nedostatečná hygiena (A, E)
- intravenózní užívání drog (B, C, D)
- promiskuitní praktikování análního sexu (A, B, C, D, E)
- promiskuita (B, C, D)
- další pohlavní choroby (B, C, D)
- práce ve zdravotnictví (A, B, C, D)
- infuze (do roku 1992) C